# مارتین زاوئر
مارتین زاوئر (آلمانی: Martin Sauer؛ زادهٔ ۱۷ دسامبر ۱۹۸۲) قایقران روئینگ اهل آلمان است.
وی در مسابقات کشوری و بین‌المللی در مجموع برندهٔ ۳ مدال طلا شده‌است.